# Порт Гамбурга
Порт Гамбурга (нім. Hamburger Hafen, вимова [ˈhamˌbʊʁɡɐ ˈhaːfn̩]] ( прослухати)) — морський порт на річці Ельба в Гамбурзі, Німеччина, за 110 кілометрів від її гирла в Північне море.
Відомий як німецькі «Ворота у світ» (Tor zur Welt), це найбільший морський порт країни за обсягом. З точки зору пропускної здатності TEU, Гамбург є третім за завантаженістю портом у Європі (після Роттердама та Антверпена) і 15-м за величиною у світі. У 2014 році в Гамбурзі було оброблено 9,73 мільйона TEU.
Порт займає площу 73,99 квадратних кілометрів, з яких 43,31 км² є сухопутними. Розгалужена Ельба створює ідеальне місце для портового комплексу зі складськими та перевантажувальними приміщеннями. Великий вільний порт був створений, коли Гамбург приєднався до Німецького митного союзу. Це дозволило безмитне зберігання імпортованих товарів, а також імпорт матеріалів, які були оброблені, переупаковані, використані у виробництві, а потім реекспортовані без стягнення митних зборів. Вільний порт був залишений у 2013 році.

## Історія
Порт настільки стільки ж старий, як і історія самого Гамбурга. Заснований 7 травня 1189 року Фрідріхом I у стратегічному місці біля гирла Ельби, він був головним портом Центральної Європи протягом століть і дозволив Гамбургу рано перетворитися на провідне місто торгівлі з багатою і гордою буржуазією.
Гамбурзькі верфі двічі втрачали флот після Першої і Другої світових воєн, а під час поділу Німеччини між 1945 і 1990 роками порт Гамбурга втратив значну частину внутрішніх районів і, отже, багато своїх торговельних зв'язків. Однак після возз’єднання Німеччини, падіння залізної завіси та розширення Європи Гамбург став одним із головних логістичних центрів Європи та одним із найбільших і найзавантаженіших морських портів світу.

## Адміністрація
Портом керує адміністрація порту Гамбурга. Управління порту Гамбурга описано як таке, що прийняло інноваційний підхід. У листопаді 2016 року адміністрація порту Гамбурга замовила сучасний пожежний катер за бюджетом 16 мільйонів євро.

## Круїзи
Гамбург є головним круїзним напрямком і одним з найбільших портів Європи для круїзних пасажирів, які подорожують Атлантичним, Норвезьким і Балтійським морями. Порт також є основним місцем для суднобудівників і верфей, які проектують, будують та відновлюють яхти та круїзні лайнери. У Гамбурзі є три пасажирські термінали для круїзних суден: Гамбурзький круїзний центр HafenCity, Гамбурзький круїзний центр Altona та Гамбурзький круїзний центр Steinwerder, усі три здатні обробляти найбільші круїзні судна світу.